# HD 113766
HD 113766 är en dubbelstjärna belägen i den mellersta delen av stjärnbilden Kentauren. Den har en skenbar magnitud av ca 7,56 och kräver åtminstone en handkikare  för att kunna observeras. Baserat på parallaxmätning inom Hipparcosuppdraget på ca 8,2 mas, beräknas den befinna sig på ett avstånd på ca 400 ljusår (ca 120 parsek) från solen. Den rör sig närmare solen med en heliocentrisk radialhastighet på ca -0,6 km/s.

## Egenskaper
Primärstjärnan HD 113766 A är en gul till vit stjärna i huvudserien av spektralklass F3/F5 V.

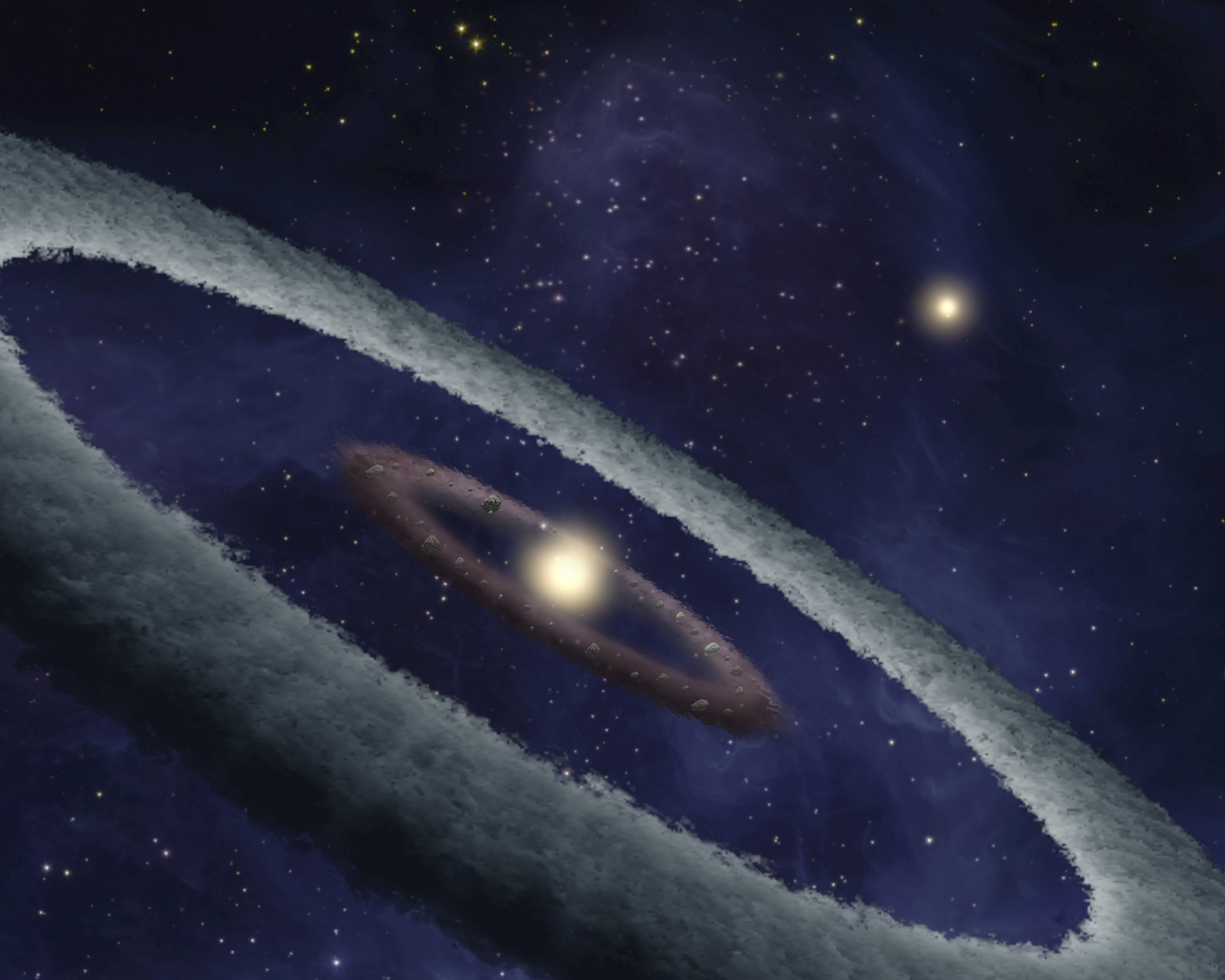
En konstnärs uppfattning av HD 113766 som visar den protoplanetära skivan kring HD 113766 A och dess följeslagare stjärnan HD 113766 B.

Det som gör HD 113766 speciell är närvaron av ett stort bälte med varmt (~ 440 K) stoft som omger stjärnan HD 113766 A. Det täta stoftbältet, mer än 100 gånger mer massivt än solens asteroidbälte, tros kollapsa för att bilda en stenplanet, som när den har bildats kommer att ligga inom stjärnans beboeliga zon där flytande vatten kan existera på dess yta. HD 113766 representerar det mest välkända systemet i en växande klass av objekt som borde ge fler ledtrådar om hur stenplaneter som jorden bildats.

### HD 113766 A
Stoftmaterialet i systemet analyserades 2007 av en grupp ledd av Dr. Carey Lisse, från Johns Hopkins University Applied Physics Laboratory i Laurel, MD, USA. Observationer gjordes med hjälp av infrarödspektrometern på Spitzer Space Telescope och tolkades med hjälp av resultaten från NASA Deep Impact and STARDUST uppdraget. Analys av atom- och mineralsammansättning, stofttemperatur och stoftmassa visar en enorm mängd varmt material som liknar metallrika asteroider av S-typ i ett smalt bälte vid 1,8 ± 0,2 AE från 4,4 L☉ HD 113766 A. Gruppen hittade åtminstone en marsmassa varmt stoft i partiklar med en storlek på 10 m eller mindre, och mycket troligt lika mycket som några jordmassor av stoft om man lägger till  objekt upp till 1 km i radie, som för närvarande tros vara de grundläggande byggstenarna i bildning av stenplaneter. Jämförelse med aktuella planetformationsteorier tyder på att skivan befinner sig i de tidiga stadierna av planetbildning. Denna slutsats kan också dras av närvaron av metaller i stenmaterialet som utgör skivan. Om planeter redan hade bildats skulle metaller med hög densitet ha sjunkit till sina kärnor under det smälta stadiet av planetbildning, en process som kallas planetarisk differentiering.

### Isbälte
Två koncentrationer av ismaterial har hittats i systemet. Det första bältet ligger mellan 4 och 9 AE och ligger i motsvarande läge för solsystemets asteroidbälte, medan det andra bältet är ännu längre ut mellan 30 och 80 AE, motsvarande Kuiperbältet i solsystemet. Detta material kan vara källan till framtida vatten för en stenplanet vid 1,8 AE om och när den slutför sin bildning.
Det kan också finnas gasjätteplaneter i detta system, som redan bildats (i de första 1-5 årmiljonerna) innan den nuvarande eran av stenplanetbildning. Även om ingen hittills har upptäckts, analogt med solsystemet, är deras närvaro trolig, eftersom bevis för analogier med solsystemets asteroidbälte, Kuiperbältet och markplaneter har hittats.

### HD 113766 B
Stjärnsystemet identifierades först som potentiellt intressant av Backman et al. med hjälp av observationer gjorda av satelliten (IRAS) 1983. Senare mätningar 2001 av ett team under ledning av Meyer et al. visade att systemet faktiskt var en snäv dubbelstjärna, med följeslagaren, HD 113766 B, en nära tvilling av HD 113766 A som kretsar ca 170 AE från primärstjärnan där den jordiska planeten bildas. Beläget på mer än fyra gånger avståndet från Pluto från vår egen sol, har HD 113766 B nästan ingen effekt på materialet som kretsar kring HD 113766 A.

## Liknande stjärnsystem
Dubbelstjärnor är vanliga och finns oftare än ensamstjärnor som solen. Arrangemanget av HD 113766, en dubbelstjärna med en protoplanetarisk skiva runt en stjärna, är något liknande hälften av systemet HD 98800, som har rapporterats ha en stor varm stoftmassa vid motsvarande avstånd som solsystemets asteroidbälte. Det är för närvarande inte känt varför båda dessa stjärnsystem han sådana konfigurationer, dvs en protoplanetär skiva runt en del av systemet medan andra stjärnor i systemet saknar en.